# Nacional Futebol Clube
El Nacional Futebol Clube és un club de futbol brasiler de la ciutat de Manaus a l'estat d'Amazones.

## Història
És el club de futbol més antic de l'estat d'Amazones. El club va ser fundat el 13 de gener de 1913 amb el nom Eleven Nacional. El 1914 disputà el seu primer Campionat amazonense contra el Manaos Sporting. El 8 de juliol de 1930, alguns membres del Nacional Futebol Clube se separaren de l'entitat i fundaren el Nacional Fast Clube.
El 1975 acabà 16è al campionat brasiler, per davant de clubs com el Vasco da Gama, Atlético Mineiro i Santos. L'any 1985 competí per darrera vegada al Campeonato Brasileiro Série A, acabant 18è, per davant de Fluminense, Grêmio o São Paulo.

## Palmarès
- Campionat amazonense:
  - 1916, 1917, 1918, 1919, 1920, 1922, 1923, 1933, 1936, 1937, 1939, 1941, 1942, 1945, 1946, 1950, 1957, 1963, 1964, 1968, 1969, 1972, 1974, 1976, 1977, 1978, 1979, 1980, 1981, 1983, 1984, 1985, 1986, 1991, 1995, 1996, 2000, 2002, 2003, 2007, 2012, 2014, 2015
- Torneio Início do Campionat amazonense:
  - 1946, 1948, 1962, 1964, 1967, 1970, 1973, 1974, 1975, 1978, 1981, 1992, 1999, 2000
- Taça Pacto Amazônico:
  - 1981
- Copa Rei del Marroc (Rabat):
  - 1984

## Estadi
El club disputa els seus partits com a local a l'Arena da Amazônia, inaugurat el 2014, amb una capacitat de 41.000 espectadors. L'estadi fou construït al mateix lloc on hi havia l'estadi Vivaldão, el qual fou demolit per poder construir el nou estadi per a la Copa del Món de Futbol de 2014.
El seu camp d'entrenament s'anomena Campo de Treinamento Barbosa Filho, situat a Manaus.